# Hahn Chang-Sang
Hahn Chang-Sang was een golfprofessional uit Zuid-Korea.
Hahn was een van de eerste Zuid-Koreaanse golfers die ook in het buitenland speelde. Hij speelde onder meer het Australisch Open in 1968, dat door Jack Nicklaus gewonnen werd. In 1973 was Hahn de eerste Koreaanse golfer die in de Masters speelde. Hij sprak geen Engels en had de in Augusta wonende Eugene C Yu mee als tolk.

## Gewonnen
Onder meer:
- 1964: Kolon Korean Open [3]
- 1965: Kolon Korean Open[3]
- 1966: Kolon Korean Open[3]
- 1967: Kolon Korean Open[3]
- 1970: Kolon Korean Open[4][3]
- 1971: Kolon Korean Open[3]
- 1972: Kolon Korean Open[3]